# Szász András (újságíró)
Szász András (teljes neve: Szász András Csaba) (Nagyvárad, 1951. április 15. –) író, újságíró, fotós.

## Családja
Édesapja Szász József László Kálmán vállalkozó, édesanyja Iványi Lívia Jolán anyakönyvvezető. Felesége Szász (született Máté) Ibolya. Gyermekei Andrea Mária (1975) és Angéla Ibolya (1977).

## Életpályája
Középiskolai tanulmányait a nagyváradi 4-es számú líceumban (egykori Premontrei Főgimnázium) kezdte nappali tagozaton, és az Alexandru Moghioros (korábban Orsolya-rendi zárdaiskola, ma Ady Endre nevét viselő) líceum esti, illetve levelező szakán fejezte be. Közben Vajdahunyadon fémipari szakiskolát végzett, majd műszaki rajzot tanult. Családjával 1988-ban hagyta el Nagyváradot, azóta Kiskunfélegyházán él. Újságírói pályafutása 1991-ben a Petőfi Népe című napilapnál kezdődött, ahol kezdetben külső tudósítóként, majd 1992-től belső munkatársként dolgozott. 1996-ban a lap kiskunfélegyházi és tiszakécskei szerkesztőségének vezetőjévé nevezték ki. A Petőfi Népét 2009-ben hagyta el, azóta „szabadúszóként” tevékenykedik.

## Munkássága
Szerkesztő-újságírói tevékenysége mellett 1995-ben fogott hozzá Partium és Erdély építészeti emlékeit bemutató nagyszabású munkájához, melynek első kötete 2000. augusztus 18-án jelent meg, a lakiteleki Antológia Kiadó gondozásában. Ezzel párhuzamosan számos helytörténeti munkát is publikált 2007-ben, 2008-ban, 2010-ben, illetve 2014-ben. Első novelláskötete 2011-ben jelent meg, a Kecskeméti Lapok Kft. gondozásában, a másodikat a lakiteleki Antológia Kiadó készítette a 2014-es ünnepi könyvhétre. Az említettek mellett öt egyházi kiadványt is készített. Fotóit számos budapesti és vidéki tárlaton kiállították. Verespatakról készült képei a fél világot bejárták.

## Önálló kötetei
- Erdély – ezer esztendővel az államalapítás után (ismeretterjesztés, 2000) Antológia Kiadó
- A tiszakécskei plébános (portré, 2001) Antológia Kiadó
- Partium és Erdély ezer esztendejének kövekbe épített történelme (ismeretterjesztés, 2005) Porta Kiadó
- Partium és Erdély ezer esztendejének kövekbe épített történelme (ismeretterjesztés, 2005) Porta Kiadó
- Partium és Erdély ezer esztendejének kövekbe épített történelme (ismeretterjesztés, 2006) Porta Kiadó
- Huszka József rajztanár, festőművész, művészettörténész, restaurátor, etnográfus (helytörténet, 2007) (Kiskunfélegyházi Füzetek)
- Krizsanótzy János, Kiskunfélegyháza első, templomépítő plébánosa, tanító (helytörténet, 2008) (Kiskunfélegyházi Füzetek)
- Bács-Kiskun megye lelki kincsei (helytörténet, 2010) Kecskeméti Lapok Kiadó Kft. (Magyar Múzsa Könyvek)
- Képmások (novellák, 2011) Kecskeméti Lapok Kiadó Kft.
- Kincses erdélyi városok (ismeretterjesztés, 2012) Tóth Könyvkereskedés és Kiadó Kft., Debrecen
- Egyedül Te vagy az Isten – imák és fohászok a mindennapokra (imádságok, 2013) Kecskeméti Lapok Kiadó Kft.
- Pálosszentkút – a kegyhely (helytörténet, 2013) Magyar Pálos Rend
- Boczonádi Szabó József a szabadságharc vitéz őrnagya, az újraindított Ludovika Akadémia első parancsnoka (helytörténet, 2014) (Kiskunfélegyházi Füzetek)
- Kiválasztottak (novellák, 2014) Antológia Kiadó
- Égbe szálló fohászok – kiskunfélegyházi imák és énekek – egykor és ma (imádságok, 2014) Korda Kiadó
- Miskolczy István Kiskunfélegyháza sportéletének lelkes résztvevője, futballedző (helytörténet 2015) (Kiskunfélegyházi Füzetek)
- Félbemaradt mondat (regény 2016) Kráter Kiadó
- Határon átfolyó emlékezet (novellák, elbeszélések 2016) Garabontzia Kiadó, Marosvásárhely
- Harmadíziglen (regény 2018) Tortoma Kiadó, Barót
- Kincses erdélyi városok (ismeretterjesztés, 2021) Tóth Könyvkereskedés és Kiadó Kft., Debrecen
- Sötét tónus (kisregény 2022) Garabontzia Kiadó, Marosvásárhely
- Hétköznapok sodrásában (regény 2023) Garabontzia Kiadó Marosvásárhely
- Hétköznapok sodrásában – A gyógyító (regény 2023) Garabontzia Kiadó Marosvásárhely
- Egy túlélő naplója (regény 2024) Garabontzia Kiadó Marosvásárhely
- Színekbe mártott szenvedélyek (regény 2024) Garabontzia Kiadó Marosvásárhely
- Malom a Barátka völgyében (regény 2024) Garabontzia Kiadó Marosvásárhely
- A vadon remetéje (regény 2025) Garabontzia Kiadó Marosvásárhely
- A sárkány foga (regény 2025) Garabontzia Kiadó Marosvásárhely
- Barátaim, az állatok (mesekönyv 2025) Garabontzia Kiadó Marosvásárhely
- József Boczonádi Szabó (local history 2025) Published by: The Ferenc Móra Cultural Association / Booklets of Kiskunfélegyháza

## Társszerző
- Agócs Sándor: Keresztény Panteon Lakitelek, Népfőiskola, Népfőiskolai Füzetek, Antológia Kiadó (2002)
- Urbán Miklósné: Nevezetes épületek, szobrok, emléktáblák, emlékművek Kiskunfélegyházán (helytörténet 2005) Petőfi Sándor Városi Könyvtár Kiskunfélegyháza
- Kecskemét régen és ma (Magyar Múzsa Könyvek 2012) Kecskeméti Lapok Kiadó
- Kristófné Gungl Rita; Kristóf Péter; Szász András: Metszetek, ahol gondolataink összeérnek Antológia Kiadó (2012)
- Szeretemváros (antológia 2016) Élő irodalom – Élő Könyv
- A 650 éves város – Kecskemét régen és ma (Gong Könyvek 2018)

## Díjai
- Szalézi Szent Ferenc Díj (2004)
- Vasvári Pál Díj – megosztva (2004)
- Kiskunfélegyházi Aranytoll (2007)
- Kiskunfélegyháza Város Kultúrájáért Elismerés (2007)
- Pilinszky János Díj (2010)
- A Magyar Érdemrend lovagkeresztje (2016)